# Bandeira de Tula
A Bandeira de Tula é um dos símbolos oficiais do oblast de Tula, uma subdivisão da Federação Russa. Sua data de adoção foi 24 de novembro de 2005. O autor da versão moderna do pavilhão foi o artista da russo Alexander V. Bogatyrev.

## Descrição
Seu desenho consiste em um retângulo vermelho com proporção largura-comprimento deo 2:3. No centro há uma figura semelhante ao emblema da região de Tula: três lâminas de espadas prateadas cruzadas, sendo uma horizontal e duas inclinadas. Acima e abaixo das espadas estão dois martelos em ouro.